# Wereldkampioenschappen beachvolleybal 2001
De wereldkampioenschappen beachvolleybal 2001 werden van 1 tot en met 5 augustus gehouden in de Oostenrijkse stad Klagenfurt. Het was de  derde editie van het door de FIVB georganiseerde toernooi. Aan het mannen- en vrouwentoernooi deden respectievelijk 48 en 47 teams mee. De tweetallen werden verdeeld in groepen van drie, waarvan de beste twee doorgingen naar de zestiende finales. Vanaf daar werd gespeeld via het knockoutsysteem. Het hoofdstadion bevond zich bij het Klagenfurter Strandbad bij het oosteinde van Wörthersee.

## Medailles

### Medaillewinnaars
| Onderdeel | Goud | Goud                           | Zilver | Zilver                       | Brons | Brons                                 |
| --------- | ---- | ------------------------------ | ------ | ---------------------------- | ----- | ------------------------------------- |
| Mannen    | ARG  | Mariano Baracetti Martín Conde | BRA    | Ricardo Santos José Loiola   | NOR   | Jørre André Kjemperud Vegard Høidalen |
| Vrouwen   | BRA  | Shelda Bede Adriana Behar      | BRA    | Sandra Pires Tatiana Minello | CZE   | Eva Celbová Soňa Nováková             |

### Medaillespiegel
| Plaats | Land       | Goud | Zilver | Brons | Totaal |
| 1      | Brazilië   | 1    | 2      | 0     | 3      |
| 2      | Argentinië | 1    | 0      | 0     | 1      |
| 3      | Noorwegen  | 0    | 0      | 1     | 1      |
| 3      | Tsjechië   | 0    | 0      | 1     | 1      |
| Totaal | Totaal     | 2    | 2      | 2     | 6      |

Los Angeles 1997 ·
Marseille 1999 ·
Klagenfurt 2001 ·
Rio de Janeiro 2003 ·
Berlijn 2005 ·
Gstaad 2007 ·
Stavanger 2009 ·
Rome 2011 ·
Stare Jabłonki 2013 ·
Den Haag 2015 ·
Wenen 2017 ·
Hamburg 2019 ·
Rome 2022 ·
Tlaxcala 2023